# تعبيرية الطوب
يصف مصطلح تعبيرية الطوب (بالألمانية: Backsteinexpressionismus) نوعًا معينًا من العمارة التعبيرية التي تستخدم الطوب أو طوب الكلنكر كمادة رئيسية مرئية للبناء. كان استخدام هذه المادة ، في مناطق البلطيق ، قد ميز بالفعل الموسم الهانزي العظيم من القوط البلطيقي ويمثل الآن نوعًا من إعادة التفسير الحديث.
تم بناء المباني على هذا النمط في الغالب في عشرينيات القرن الماضي ، ومعظمها في ألمانيا وهولندا حيث تم إنشاء النمط.

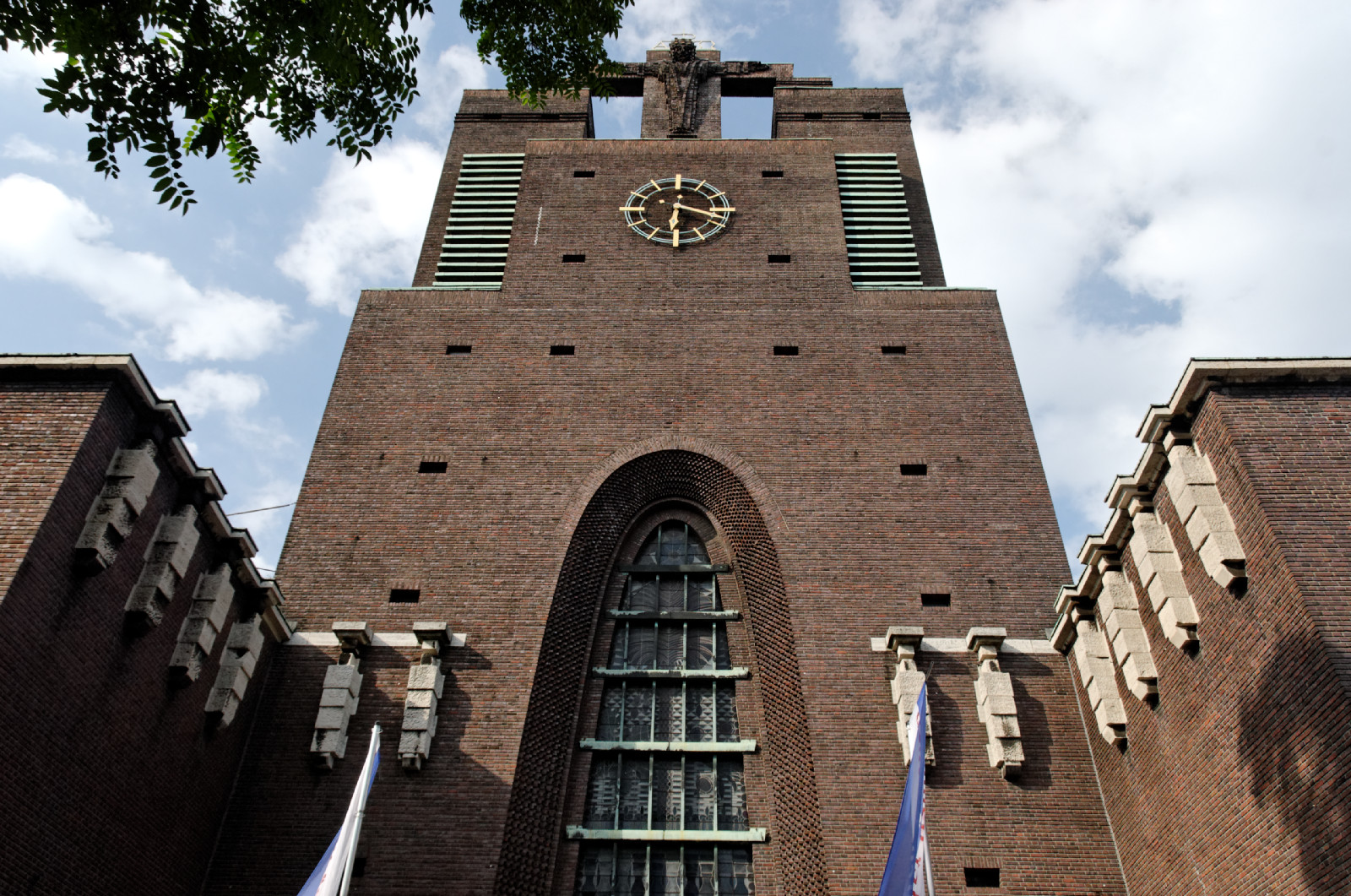
كنيسة الصليب المقدس في غيلسنكيرشن من تصميم جوزيف فرانك

كانت المراكز الإقليمية للأسلوب هي المدن الكبرى في شمال ألمانيا ومنطقة الرور ، لكن مدرسة أمستردام تنتمي إلى نفس الحركة، والتي يمكن العثور عليها في العديد من المدن الهولندية الكبرى مثل أمستردام وأوترخت. كان للأسلوب أيضًا تأثير خارج المناطق المذكورة.

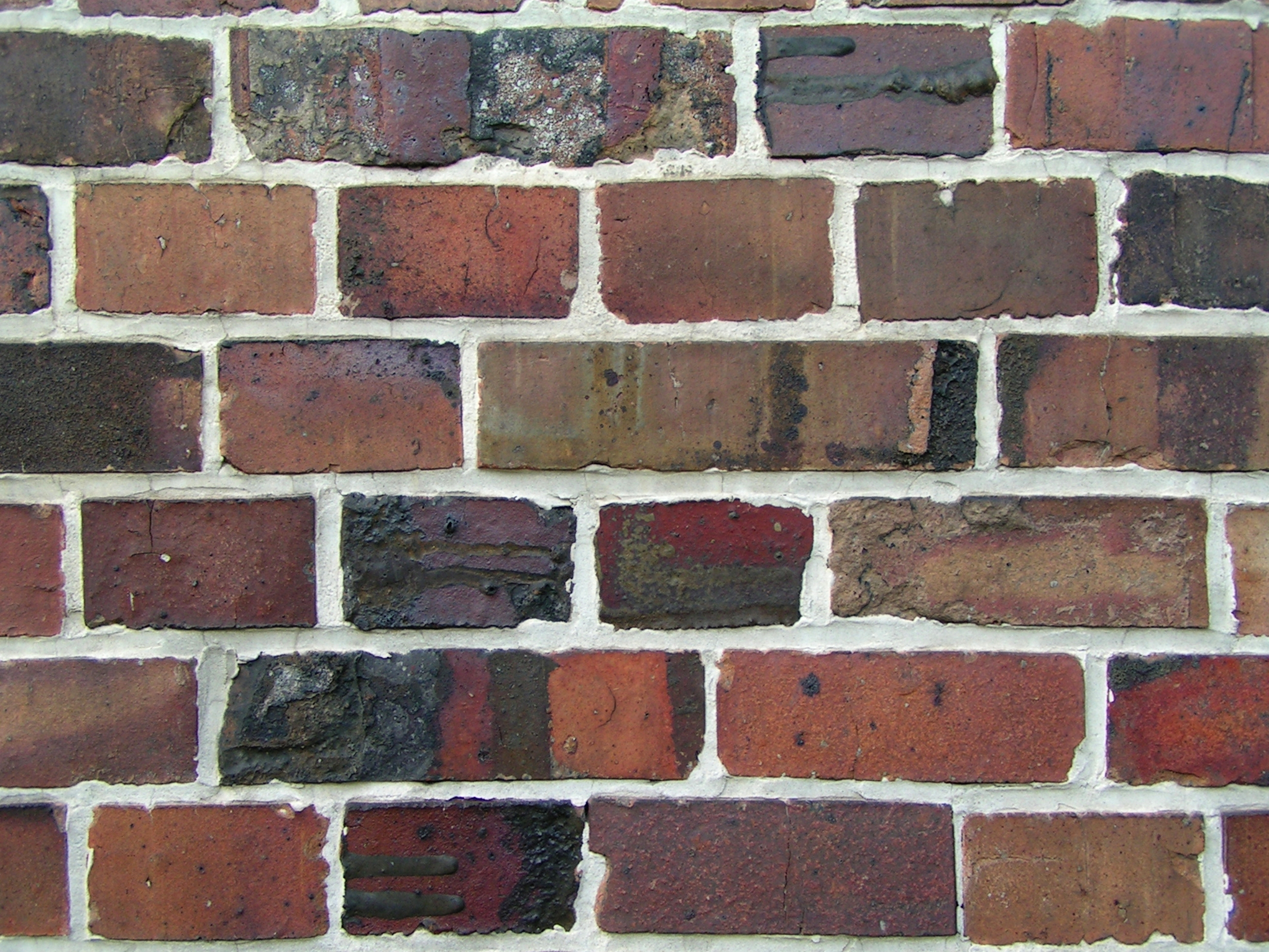
طوب الكلنكر